# Baronessa
Baronessa är en adelstitel som används för makor till baroner samt för kvinnor som innehar värdigheten suo jure. 

## Storbritannien

Rangkrona för en brittisk baronessa.

Makor till baroner i Storbritannien tituleras baronessa eller lady. Några kvinnor har upphöjts i sin egen rätt till baronessa, som exempelvis Caroline Townshend, 1:a baronessa Greenwich. Även kvinnliga medlemmar av det brittiska överhuset tituleras baronessa. Barn till en baronessa kan använda The Honourable framför sitt namn. Maken till en baronessa i sin egen rätt får ingen extra titel.

## Sverige
Till skillnad från friherrar som muntligt tilltalas baron gäller det analoga ej för friherrinnor i Sverige. De adresseras således friherrinna både skriftligt och muntligt. De enda baronessorna som förekommit i Sverige är makor till baroner Adelswärd. Den sista sådana är baronessan Viveka Adelswärd; änka till hovjägmästaren, baron Johan Adelswärd.